# 神経断裂

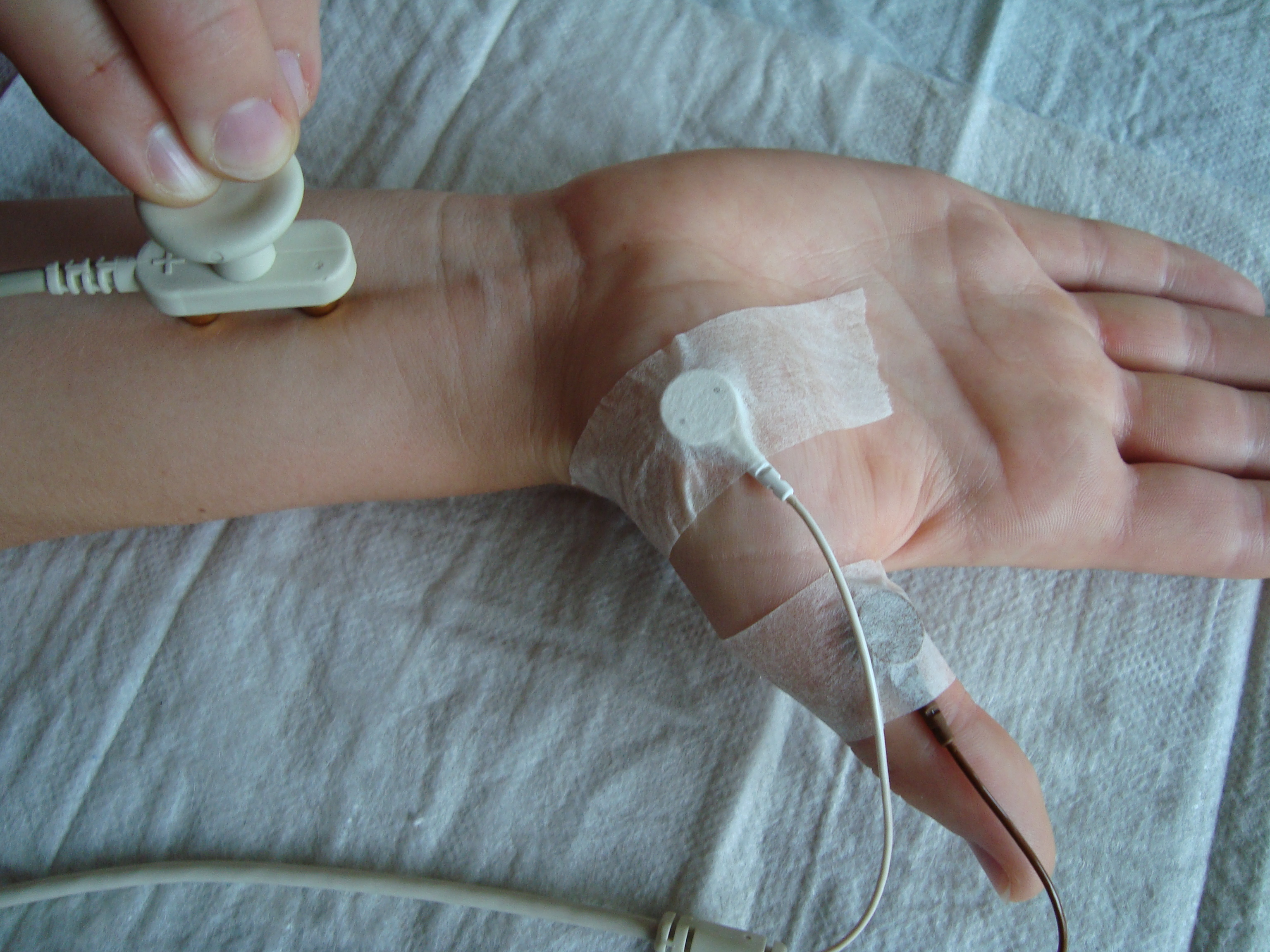
神経伝導速度検査により神経の損傷、破壊状況を診断できる

神経断裂（しんけいだんれつ、英：division of the nerve、独：Neurotmesis）は、外傷などによって神経の連続性が断たれた状態である。

## 概要
末梢神経の障害については1943年に Sir Herbert Seddon（1903 - 1977）により3つに分類されている。
- neurapraxia （神経遮断、神経麻痺、一過性伝導障害）

末梢神経の軽度の挫傷、もしくは圧迫をいい、軸索は保持された状態である。一時的、局所的に感覚伝達に異常を来し、伝達が生理的に遮断されるが、数日もしくは数週間で回復する。
- axonotmesis （軸索断裂）

軸索が崩壊し、遠位のワーラー変性を伴う損傷をいう。シュワン細胞、神経内膜管は保持される。自然再生により機能回復する。
- neurotmesis （神経断裂）

神経が解剖学的に完全に断裂、もしくは広範囲に裂離し、圧挫損傷を伴う。軸索、シュワン細胞、神経内膜管は完全に断裂され、神経周膜、神経上膜も断裂される。完全な断裂が認められない場合は神経周膜もしくは神経上膜の断片により間隙が埋められている可能性があり、自然回復は期待できない。
神経断裂は Seddon の分類において neurotmesis に相当するもので、外傷によって神経の連続性が断たれた状態をいう。神経断裂が発生すると、その神経支配下の筋麻痺と知覚障害が起こる。開放した創傷が認められ、直視下に神経断裂が確認できる場合には診断上の問題はなく、できる限り早期に神経縫合術を行う。それ以外では麻痺がある場合にも部分損傷、もしくは神経圧迫、牽引によるものとする判断が治療の観点から重要とされる。診断の際は詳細な筋力検査、知覚検査が最も有効であるが、筋電図などの電気生理学的検査も補助手段として用いられる。
関連する障害としては次のようなものがある。

### 断端神経腫
断端神経腫（英：amputation neuroma、独：Amputationsneurom）は、末梢神経が断裂した後、もしくは切断された後、神経の中枢側断端に生ずる腫瘤で、再生した神経線維、シュワン細胞、結合組織からなり、真の新生物ではない。外傷後、もしくは手術後に生じ、腫瘤部に圧痛があり、痛みは切断された神経の支配領域に放散する。内臓手術後、迷走神経断端に生じることもある。疼痛が強ければ切除し、修復には神経縫合術を行うことが適当とされる。

### 神経脱臼
神経脱臼（英：dislocation of the nerve、独：Nervenluxation）は、神経が解剖学的に本来あるべき位置より脱臼するものをいう。圧倒的に多いのは尺骨神経が肘部で起こすものであるが、腓骨神経が腓骨小頭部で前方に移動することもある。尺骨神経は上腕骨尺側上顆後方の尺骨神経溝を通り、その後やや前方に出て尺側手根屈筋の筋膜下を走る。肘屈曲時に尺骨神経が溝から逸脱して前方に亜脱臼、脱臼することが多く、麻痺を生じることもある。場合によっては手術が必要とされる。

## 神経形成術
神経形成術（英：neuroplasty、独：Nervenplastik）として最も重要視されるのは断端同士の端々吻合による神経縫合術である。他に代表的なものとしては神経移植術、神経剥離術、神経切除術があり、状況に応じて行われる。さらに、神経断裂において施されるものとは別に、神経移動術、神経移行術のような特殊な神経形成術もある。

### 神経縫合術
神経縫合術（英：nerve suture, neurotmesis、独：Neurotmesis）は神経断裂の修復において行われるが、その効果には患者の年齢、創傷の状態、手術までの期間、縫合部から神経終末までの距離、神経の緊張の有無、手術手技などが影響する。神経は末梢部を除いては運動、知覚の両者が混在する混合神経であるため、なるべく運動と知覚それぞれの神経索を合わせるように注意し、細い針付ナイロン糸を用いてルーペまたは顕微鏡下で縫合する。

### 神経移植術
神経の外傷による損傷では可能な限り神経縫合術を行なうことが望ましいが、断端が存在しないなどの場合には神経移植術（英：nerve graft, transplantation of the nerve、独：Nerventransplantation）を行う。移植神経としては切除しても大きな障害の残らない腓腹神経が用いられることが多い。マイクロ手技による縫合法によって施術効果は向上し、移植神経は軸索再生のルートとして役立つが、血管柄付神経移植も試みられる。他家神経移植は問題を残し、一般的ではない。

### 神経剥離術
神経剥離術（英：neurolysis、独：Neurolyse）は神経縫合術、神経移植術を行った後に期待した回復が得られなかった場合の他、神経が外力によって圧迫を受けている場合、神経が周囲の瘢痕によって狭窄することに起因する麻痺があって自然回復が認められない場合などに行う。損傷部を上下の正常部から追って周囲組織から剥離し、絞扼が認められればその部分の神経上膜 epineurium を切開あるいは部分切除する。周囲組織が瘢痕化している場合には健常な部位に神経を移動したり、脂肪弁もしくは有茎皮弁で被覆したりすることが必要となることもある。

### 神経切除術
末梢神経の断裂部位には軸索が再生するが、縫合されていないと方向性を失って膨大部を形成する。これが上述の断端神経腫だが、陳旧性の症例の手術の際には、これを切除して正常な神経束 funiculus を出して縫合する。これを神経切除術（英：nerve resection、独：Nervenresektion）という。知覚神経で縫合が行われておらず断端部で疼痛の強い場合、または四肢切断で神経の断端に激痛を伴う場合には神経切除を行い、その断端をできる限り外力を受けない筋肉内におく方法をとることもある。
神経移動術 nerve translocation は、肘部管症候群で尺骨神経を前方に移動して緊張を解除し、さらに皮下脂肪もしくは筋層内を走るようにして外部からの圧迫刺激を緩和する方法である。
神経移行術 nerve transfer は神経を他の神経に移行するもので、非回復性の全型腕神経叢麻痺において肘屈曲力を再建するために肋間神経を筋皮神経へ移したり、非回復性の正中神経麻痺において尺骨神経の知覚技を移すためなどに行う。
損傷の程度、状況によっては、手術以外に薬物治療、理学療法などが行われる。